# Pražnica
Pražnica je naselje na otoku Braču. Upravno pripadaju Pučišćima. 

## Ime
Ime dolazi od glagola pražiti. U svezi s time je pražni kruh na Braču i supraška = zapretena žerava. Iz tog toponima vidi se da se radi o predjelu koji je u dalekoj prošlosti bio od raslinja očišćen paležom dobivanja obradivog zemljišta.

## Povijest
Poput svih prvotnih hrvatskih bračkih naselja se je smjestila uza stara pretpovijesna obitavališta u bračkoj unutrašnjosti. Tipično je naselje bračke unutrašnjosti. Primjer nastajanja bračkih naselja od razbacanih odijelitih domova, redovito pastirskih stanova u zbijena naselja mediteranskog tipa kakva su u bračkom primorju. Kao starinačko naselje, najbolje je očuvalo drevnu i arhaičnu bračku čakavštinu.
U 13. stoljeću je podignuta crkvica sv. Ciprijana na groblju, u kojoj je najstariji kameni renesansni reljef na Braču. Župna crkva je sagrađena 1400. godine u čast sv. Ante Opata. Matične knjige su se vodile od 1500. godine. Od konca 15. stoljeća ovdje se spominje obitelj Buvinići, za koje Jutronić pretpostavlja da su iznjedrili velikog majstora Andriju Buvinu. Pražnica i Straževnik navode se u iz 15. st., a u svezi s aseljavanjem Pučišća koja su do tada bila njihovo područje s granicom u današnjim Solinama u pučiškoj luci. Sve do 16. stoljeća Straževnik i Pražnica dijele sudbinu, a onda su se Straževničani raselili po Pražnicama i Pučišćima. Koncem 16. stoljeća straževnički se je župnik preselio u Pražnice.
Pražnice 1637. godine broje 140 duša od pričesti odnosno 200 stanovnika, 1681. godine 220, 1705. 230, 1738. 290, a 1763. 274 stanovnika. Kao tipično pastirsko naselje ima ruralne značajke, tako da je jedina monumentalna građevina Crkva Svih svetih sagrađena u romaničko-gotičkom stilu 1638. godine, o čemu svjedoči natpis nad ulaznim vratima. HOC TEMPLVM FVNDAVIT ANTONIVS MIHOVILOVICH DIE XV APRILIS MDCXXXVIII ANNO VERO MDCCLXVII ANTONIVS MIHOVILOVICH COMPATRONVS ET RECTOR ILLVD RESTAVRAVIT. U prijevodu... Ovaj hram utemeljio je Antun Mihovilović dana 15. travnja 1638., a godine 1767. obnovio ga je Antun Mihovilović pokrovitelj i upravitelj.
U Drugome svjetskom ratu cijelo je selo zapaljeno. Izgorjele su župna kuća i škola. Tada su izgorile i matične knjige, pa se vode od 1945. godine. Župna kuća je popravljena odmah iza rata, a temeljito obnovljena u 21. stoljeću. Škola nije obnovljena i ruševina joj stoji i danas. Pokrenuta je obnova s namjerom postavljanja Muzeja srednjovjekovnih reljefa u zgradu.

## Stanovništvo
| broj stanovnika | 489   | 596   | 646   | 780   | 853   | 813   |       | 594   | 498   | 523   | 522   | 443   | 410   | 363   | 346   | 371   | 309   |
|                 | 1857. | 1869. | 1880. | 1890. | 1900. | 1910. | 1921. | 1931. | 1948. | 1953. | 1961. | 1971. | 1981. | 1991. | 2001. | 2011. | 2021. |

## Promet
Nalazi se na državnoj cestovnoj prometnici D113, na križanju ceste koja vodi do Gornjeg Humca, Pučišća i cestovnog odvojka za zračnu luku Brač.

## Stanovništvo

### Popis 2011.
Prema popisu stanovništva 2011. Pražnica imaju 371 stanovnika.

## Gospodarstvo
Tradicijske glavne gospodarske djelatnosti bile su težačke i stočarske. Preduvjete za to dali su dobri pašnjaci i izobilje lokava na bračkoj visoravni. U današnje doba seoskom turizmu pridonijela je bračka gastronomska ponuda: brački sir, kruh ispod peke, janjetina na ražnju. Tu su još dva kamenoloma i nekoliko malih klesarskih radionica (Andrija Aleši dolazio je ovamo po kamen za svoje radove), te jedna radionica za obradu plastike.

## Poznate osobe
Na narječju ovog sela je pisao hrvatski pjesnik Tomislav Dorotić.
Iz Pražnica su: 
- otac čileanskog biskupa Tomislava Koljatića Maroevića
- djed čileanskog književnika Juana Mihovilovića Hernández‎a
- Josip Ivelić, hrvatski rimokatolički svećenik franjevac iznimno krjepostna života, "najtočniji sljedbenik serafske ustanove"[8]
- Petar (Pedro) Goić, hrv. i čilski bacač kladiva i atletski trener, prvak Južne Amerike u bacanju kladiva[9]
- Vicko Kusanović Mihovilović, hrvatski poduzetnik, lokalni dužnosnik i diplomat iz Čilea, ugledni hrvatski iseljenik

## Znamenitosti
- Crkva sv. Ante Opata
- Crkva Svih Svetih
- Crkva sv. Ciprijana na groblju

U Straževniku, između Pučišća, Pražnica i Gornjeg Humca
- Crkva sv. Jurja,
- Crkva sv. Klementa

## Galerija
- Crkva
- Spomen-ploča poginulim partizanima